# Callian (Var)
Callian település Franciaországban, Var megyében. Lakosainak száma 3794 fő (2022. január 1.). Callian Saint-Cézaire-sur-Siagne, Bagnols-en-Forêt, Mons, Montauroux és Tourrettes községekkel határos.

## Népesség
A település népességének változása:
| Lakosok száma | 3385 | 3238 | 3223 | 3206 | 3252 | 3341 | 3498 | 3646 | 3794 |
|               | 2013 | 2015 | 2016 | 2017 | 2018 | 2019 | 2020 | 2021 | 2022 |